# Яків Бруяка
Я́ків Бруя́ка (нар. ? — пом. ? ) — український військовий та державний діяч, полковник Овруцького полку. Походив з українського шляхетського роду Пінського повіту Берестейського воєводства.

## Життєпис
Вперше згадується у червні 1649 року, як овруцький полковник. Спільно з київським полковником Михайлом Кричевським взяв участь у поході 1649 року проти армії ВКЛ під командуванням Януша Радзивіла. В полку Бруяки налічувалося до 3000 вершників та 500 піхотинців. Учасник битви під Лоєвом. 
Проте за умовами Зборівської угоди 1649 року Овруцький полк було скасовано та приєднано до Київського полку. Тому Яків Бруяка втратив уряд Овруцького полковника.
До «Реєстру Війська Запорізького 1649 року», його під іменем Яцько Буяк було внесено у складі Овруцької сотні, Київського полку.
Яків Бруцяк, за даними В'ячеслава Липинського (він зве його Іваном), згадується як полковник 1652 року. Отже, це — остання згадка про нього. Подальша доля лишається невідомою.